# Peperomia santa-cruzana
Peperomia santa-cruzana är en pepparväxtart som beskrevs av William Trelease. Peperomia santa-cruzana ingår i släktet peperomior, och familjen pepparväxter. Inga underarter finns listade i Catalogue of Life.